# 青蓮寺 (常陸太田市)
青蓮寺（しょうれんじ）は、茨城県常陸太田市にある浄土真宗本願寺派の寺院。

## 歴史
鎌倉時代前期、周観によって開山された。周観は後鳥羽天皇の皇子で天台宗の僧侶であった。この地は、かつて皇子時代の天武天皇が滞在した御殿があり、仏像と聖徳太子の像を安置していたという。周観は、このいわれがある地に寺を創建した。当初は「玉跡山極楽院瑞厳寺」という名称の天台宗の寺であった。
1218年（建保6年）、恵空という僧侶が訪れた。恵空は俗名「畠山重秀」といい、畠山重忠の子であった。重秀は華厳宗の明恵に弟子入りし、「恵空」を名乗り、華厳経の教義の研鑽を積んだ。恵空は畠山重忠の乱で討死した一族を弔うために当地を訪れたのであった。恵空は夢の中で聖徳太子から「稲田の親鸞聖人を訪れるように」とお告げがあったので、親鸞の法話を聴き、親鸞に弟子入りして、「恵空」改め「証性」を名乗ることになった。そして瑞厳寺を浄土真宗の寺にして、「青蓮寺」に改称した。
ちなみに開山である周観も、後に親鸞に弟子入りし、「善性」と名を改めている。証性も善性も親鸞の高弟「二十四輩」の一員となっている。

## 文化財
- 木造阿弥陀如来立像（茨城県指定有形文化財 昭和46年10月28日指定）[4]
- 豊後国二孝女関係資料（常陸太田市指定文化財 平成22年9月8日指定）[5]

## 交通アクセス
- 路線バス芦間停留所より徒歩10分。